# Robotsko učenje
Robotsko učenje je raziskovalno področje na stičišču strojnega učenja in robotike. Preučuje tehnike, ki omogočajo robotu, da pridobi nove spretnosti ali se prilagodi svojemu okolju z učnimi algoritmi. Umeščenost robota v fizični prostor v primerjavi s strojnim učenjem predstavlja specifične izzive (npr. visokodimenzionalnost podatkov, realnočasovne omejitve za zbiranje podatkov in učenje) in obenem tudi možnosti za učinkovitejše vodenje učnega procesa (npr. senzomotorične sinergije, uporaba motoričnih primitivov).
Primeri veščin, na katere ciljajo učni algoritmi, vključujejo senzomotorične spretnosti, kot so gibanje, prijemanje, kategorizacija predmetov v okolici, pa tudi interaktivne spretnosti, kot je dinamično deljenje naloge med robotom in človekom in jezikovne spretnosti, kot je utemeljen in situiran pomen človeškega jezika. 
Učenje lahko poteka avtonomno prek samostojnega raziskovanja ali pod nadzorom človeškega učitelja, kot na primer pri robotskem učenju s posnemanjem.
Področje je tesno povezano z adaptivnimi pristopi vodenja, spodbujevanim učenjem ter razvojno robotiko. Čeprav algoritmi računalniškega vida v robotiki pogosto uporabljajo strojno učenje, se te aplikacije običajno ne štejejo k robotskemu učenju.